# سیارک ۳۵۱۹۷
سیارک ۳۵۱۹۷ (به انگلیسی: 35197 Longmire، نامگذاری:1994LH) سی و پنج هزار و صد و نود و هفتمین سیارک کشف شده‌است که در ۷ ژوئن ۱۹۹۴ کشف شد.